# Abbiette d'Attin
L'Abbiette d'Attin fut édifiée au XIIIe siècle par l'abbaye cistercienne de Longvillers. Elle est située sur la commune d'Attin dans l'arrondissement de Montreuil.

## Historique
Une briqueterie est construite sur le site en 1911. Elle fonctionne jusqu'en 1975 avec la destruction des bâtiments en 1988. Rachetée, par deux Hollandais, en 2007, elle est rénovée et devient une ferme.
La ferme de l'Abbiette fait l’objet d’une inscription au titre des monuments historiques depuis le 7 octobre 1991.